# دانيال غارسيا أدوغار
دانيال غارسيا أدوغار (بالإسبانية: Daniel García Andújar)‏ هو مصور وكاتب وفنان إسباني، ولد في 1966 في ألمورادي في إسبانيا.

## وصلات خارجية
- الموقع الرسمي